# Gramatică
Gramatica unei limbi este ansamblul de structuri privind îmbinările cuvintelor acelei limbi în vederea producerii propozițiilor și a altor unități comunicaționale. Același termen este folosit și pentru știința care studiază astfel de structuri, ca ramură a unui studiu mai general al limbajului, numit lingvistică. Toate limbile naturale au un ansamblu de structuri gramaticale și lingvistice comune, așa-numitele universalii lingvistice, aspect observat încă din Antichitate, de exemplu de Panini și Aristotel.
În mod tradițional în domeniul gramaticii erau cuprinse doar două subdomenii: morfologia (modificarea formei cuvintelor) și sintaxa (îmbinarea cuvintelor în propoziții și fraze). În prezent, lingviștii consideră ca aparținând tot gramaticii și următoarele subdomenii, care studiază alte regularități ale limbii: fonetica, fonologia, lexicologia, semantica și pragmatica.

## Tipuri de gramatici
Gramatica tradițională are unele lacune care au generat abordări moderne ale gramaticilor formalizate bazate pe construcții logico-matematice cum ar gramaticile generative și transformaționale formulate de Noam Chomsky. Aceste gramatici moderne au permis elaborarea noțiunii de model de limbaj, încorporată în programul de inteligență artificială ChatGPT.